# Macaranga hosei
Macaranga hosei là một loài thực vật có hoa trong họ Đại kích. Loài này được King ex Hook.f. mô tả khoa học đầu tiên năm 1887.